# Сеир (албум)
Сеир је четврти соло албум македонског гитаристе Влатка Стефановског. Албум садржи 9 песама (плоча), односно 10 песама (ЦД) од којих су највећи хитови Деца на сонцето из истоименог филма и насловна нумера. Албум је изашао 2014. у издању дискографских кућа Esoteria Records (македонско тржиште) и Кроација рекордс (хрватско, словеначко и српско тржиште).

## О албуму
Сарадници на овом албуму су били Васил Хаџиманов, Каролина Гочева, Раде Шербеџија.
Ово је његов први соло албум који је изашао на грамофонској плочи.
Први сингл са овог албума је Деца на сонцето за који је снимљен и спот.

## Листа песама

### Плоча
Аутор(и) свих текстова и песама: Влатко Стефановски. 
| №  | Назив               | Трајање |  |
| 1. | Суперхероји         | 4:46    |  |
| 2. | Сеир                | 4:37    |  |
| 3. | Гитар цар           | 4:18    |  |
| 4. | Love For All        | 5:10    |  |
| 5. | Фосфорна месечина   | 4:47    |  |
| 6. | Фокусирам и зумирам | 4:31    |  |
| 7. | Точна адреса        | 5:07    |  |
| 8. | Hotel Blues         | 4:52    |  |
| 9. | Деца на сонцето     | 4:29    |  |

### ЦД
| №  | Назив          | Трајање |  |
| 7. | Љубовна чинија |         |  |

## Постава
- Саксофон: Васко Атанасовски
- Бас гитара: Ђоко Максимовски
- Бубњеви: Дино Милосављевић
- Клавијатуре: Васил Хаџиманов
- Удараљке: Мите Димовски
- Тенор саксофон: Кирил Кузманов
- Виолина: Марко Рамљак
- Труба: Трајче Велков

## Топ листе

### Недељна листа
| Листа | Највиша позиција |
| ----- | ---------------- |
| ХДУ   | 9                |